# آسون، ماسباته
آسون، ماسباته (به لاتین: Uson, Masbate) یک منطقهٔ مسکونی در فیلیپین است که در ماسباته واقع شده‌است.

## خصوصیات
آسون ۱۶۳٫۲۰ کیلومترمربع مساحت و ۵۳٬۶۰۲ نفر جمعیت دارد.